# Kraja
Kraja är en sånggrupp från Umeå som bildades 2002, inför Umeå folkmusikfestival. Den består av Linnea Nilsson, Eva Lestander, Lisa Lestander och Frida Johansson. De har specialiserat sig på att utan ackompanjemang sjunga egna arrangemang av folkvisor och psalmer. 
Under Olof Wretlings femte vinterprat, den 25 december, 2016, stod Kraja tillsammans med Mats Öberg för musiken i programmet. Gruppen framträdde med flera sånger under riksmötets öppnande 2020.
Kraja är ett samiskt ord som betyder ”platsen dit man längtar”.
Frida Johansson har även skrivit musik till spelen Unravel, Unravel II och Star Stabel.

## Diskografi
- 2005 – Vackert väder (Drone)
- 2008 – Under himmelens fäste (Drone)
- 2011 – Brusand hav (Westpark)
- 2015 – Hur långt som helst (Westpark)
- 2016 – Isen sjunger (Westpark)

Kraja medverkar även på Jonas Knutssons och Johan Norbergs skiva Norrland III: Skaren (ACT, 2008).